# Neoscaptia aequalis
Neoscaptia aequalis là một loài bướm đêm thuộc phân họ Arctiinae, họ Erebidae.